# Nazionale maschile di pallavolo dell'Egitto
La nazionale di pallavolo maschile dell'Egitto è una squadra africana composta dai migliori giocatori di pallavolo dell'Egitto ed è posta sotto l'egida della Federazione pallavolistica dell'Egitto.

## Rosa
Segue la rosa dei giocatori convocati per i Giochi della XXXIII Olimpiade.
| N° | Nome               | Ruolo | Data di nascita   | Squadra      |
| -- | ------------------ | ----- | ----------------- | ------------ |
| 2  | Ahmed Abdelrahman  | S     | 1º marzo 2000     | Al-Ahly      |
| 5  | Mohamed Elhaddad   | C     | 22 settembre 2000 | Al-Ahly      |
| 6  | Mohamed Hassan     | L     | 28 settembre 1993 | Zamalek      |
| 8  | Abdelrahman Eissa  | S     | 24 agosto 2001    | -            |
| 9  | Mohamed Sayedin    | S     | 1º aprile 1996    | Al-Ahly      |
| 10 | Mohamed Masoud     | C     | 1º maggio 1994    | Zamalek      |
| 12 | Hossam Abdalla     | P     | 16 gennaio 1988   | Al-Ahly      |
| 14 | Seifeldin Aly      | O     | 14 luglio 1999    | Al-Ahly      |
| 15 | Abdelrahman Seoudy | C     | 21 agosto 1997    | Al-Ahly      |
| 16 | Mostafa Abdelmoaty | P     | 27 giugno 1997    | -            |
| 17 | Reda Haikal        | O     | 7 novembre 1990   | Zamalek      |
| 22 | Mohamed Issa       | S     | 12 aprile 1988    | Al-Khaleej   |
| 23 | Ahmed Omar         | S     | 3 aprile 1995     | Stella Rossa |

## Risultati

### Competizioni FIVB
| 1964 | non qualificata | -            |
| 1968 | non qualificata | -            |
| 1972 | non qualificata | -            |
| 1976 | ritirata        | Convocazioni |
| 1980 | non qualificata | -            |
| 1984 | 10º posto       | Convocazioni |
| 1988 | non qualificata | -            |
| 1992 | non qualificata | -            |
| 1996 | non qualificata | -            |
| 2000 | 11º posto       | Convocazioni |
| 2004 | non qualificata | -            |
| 2008 | 11º posto       | Convocazioni |
| 2012 | non qualificata | -            |
| 2016 | 9º posto        | Convocazioni |
| 2020 | non qualificata | -            |
| 2024 | 12º posto       | Convocazioni |

| 1949 | non qualificata | -            |
| 1952 | non qualificata | -            |
| 1956 | non qualificata | -            |
| 1960 | non qualificata | -            |
| 1962 | non qualificata | -            |
| 1966 | non qualificata | -            |
| 1970 | non qualificata | -            |
| 1974 | 17º posto       | Convocazioni |
| 1978 | 23º posto       | Convocazioni |
| 1982 | non qualificata | -            |
| 1986 | 14º posto       | Convocazioni |
| 1990 | non qualificata | -            |
| 1994 | non qualificata | -            |
| 1998 | 19º posto       | Convocazioni |
| 2002 | 19º posto       | Convocazioni |
| 2006 | 21º posto       | Convocazioni |
| 2010 | 13º posto       | Convocazioni |
| 2014 | 21º posto       | Convocazioni |
| 2018 | 20º posto       | Convocazioni |
| 2022 | 19º posto       | Convocazioni |

| 1965 | non qualificata | -            |
| 1969 | non qualificata | -            |
| 1977 | 11º posto       | Convocazioni |
| 1981 | non qualificata | -            |
| 1985 | 8º posto        | Convocazioni |
| 1989 | non qualificata | -            |
| 1991 | non qualificata | -            |
| 1995 | 11º posto       | Convocazioni |
| 1999 | non qualificata | -            |
| 2003 | 12º posto       | Convocazioni |
| 2007 | 11º posto       | Convocazioni |
| 2011 | 12º posto       | Convocazioni |
| 2015 | 10º posto       | Convocazioni |
| 2019 | 10º posto       | Convocazioni |
| 2023 | 7º posto        | Convocazioni |

### Competizioni CAVB
| 1967 | non qualificata | -            |
| 1971 | 2º posto        | Convocazioni |
| 1976 | 1º posto        | Convocazioni |
| 1979 | non qualificata | -            |
| 1983 | 1º posto        | Convocazioni |
| 1987 | 4º posto        | Convocazioni |
| 1989 | 3º posto        | Convocazioni |
| 1991 | 2º posto        | Convocazioni |
| 1993 | 3º posto        | Convocazioni |
| 1995 | 2º posto        | Convocazioni |
| 1997 | 5º posto        | Convocazioni |
| 1999 | 3º posto        | Convocazioni |
| 2001 | non qualificata | -            |
| 2003 | 2º posto        | Convocazioni |
| 2005 | 1º posto        | Convocazioni |
| 2007 | 1º posto        | Convocazioni |
| 2009 | 1º posto        | Convocazioni |
| 2011 | 1º posto        | Convocazioni |
| 2013 | 1º posto        | Convocazioni |
| 2015 | 1º posto        | Convocazioni |
| 2017 | 2º posto        | Convocazioni |
| 2019 | 4º posto        | Convocazioni |
| 2021 | 3º posto        | Convocazioni |
| 2023 | 1º posto        | Convocazioni |

### Competizioni CEV
| 1955 | 14º posto | Convocazioni |
| 1958 | 15º posto | Convocazioni |

### Competizioni estinte
| 1990 | non qualificata | -            |
| 1991 | non qualificata | -            |
| 1992 | non qualificata | -            |
| 1993 | non qualificata | -            |
| 1994 | non qualificata | -            |
| 1995 | non qualificata | -            |
| 1996 | non qualificata | -            |
| 1997 | non qualificata | -            |
| 1998 | non qualificata | -            |
| 1999 | non qualificata | -            |
| 2000 | non qualificata | -            |
| 2001 | non qualificata | -            |
| 2002 | non qualificata | -            |
| 2003 | non qualificata | -            |
| 2004 | non qualificata | -            |
| 2005 | non qualificata | -            |
| 2006 | 13º posto       | Convocazioni |
| 2007 | 13º posto       | Convocazioni |
| 2008 | 13º posto       | Convocazioni |
| 2009 | non qualificata | -            |
| 2010 | 14º posto       | Convocazioni |
| 2011 | non qualificata | -            |
| 2012 | non qualificata | -            |
| 2013 | non qualificata | -            |
| 2014 | non qualificata | -            |
| 2015 | 21º posto       | Convocazioni |
| 2016 | 20º posto       | Convocazioni |
| 2017 | 24º posto       | Convocazioni |

| 2018 | non qualificata | -            |
| 2019 | 5º posto        | Convocazioni |
| 2022 | non qualificata | -            |
| 2023 | non qualificata | -            |
| 2024 | 3º posto        | Convocazioni |

| 1993 | non qualificata | -            |
| 1997 | non qualificata | -            |
| 2001 | non qualificata | -            |
| 2005 | 5º posto        | Convocazioni |
| 2009 | 6º posto        | Convocazioni |
| 2013 | non qualificata | -            |
| 2017 | non qualificata | -            |